# Martin Kašík
Martin Kašík (* 30. srpna 1952 Praha) je český fyzik žijící v USA.

## Život
Martin Kašík se narodil v Praze, tamtéž vystudoval na MFF UK obor fyzika pevných látek a obhájil práci „Vznik volných nositelů nábojů ve směsných organických krystalech“. Poté pracoval ve Výzkumném ústavu vakuové techniky, později v Výzkumném ústavu kovů ČSAV. Specializoval se na metodu hmotnostní analýzy GDMS.
V roce 1991 odešel do USA, kde žije a pracuje v oblasti GDMS dodnes. V roce 2007 vydal spolu s Václavem Cílkem knihu Nejistý plamen.
Martin Kašík je synem profesora Vladimíra Kašíka a Niny Kašíkové, je otcem dvou dcer – Jana Gawronski (* 1980) – architektka a Michaela (* 1989) – farmaceut a jednoho syna Jan (* 1983) – učitel jazyků.

## Povolání
Fyzik, analytik ropného zlomu. Žije a pracuje v Syracuse, New York, USA.

## Dílo
- 1993 M. Kasik, C. Sedivy, L. Umanec, The analysis of Sc, Y, and the Rare Earth Elements in Liquid Samples with a Matrix of Al, Fe, and U using ICP-OES and GDMS, Metallurgical Laboratory, 2-3 (1993) 40.
- 1998 C. Venzago, L. Ohanessian-Pierrad, M. Kasik, S Baude, Round robin analysis of aluminium using glow discharge mass spectrometry, J Anal At. Spectrom., 13, (1998) 1
- 2000 Measurement of Hydrogen and Deuterium Concentration in Gold Electroplated Layer by Glow Discharge Mass Spectrometry – Efimov, A., Kasik, M., Putyera, K. and Moreau, O., Electrochemical and Solid-State Letters, 2000. 3(10): p. 477-479.
- 2002 M.Kasik, C. Michellon, L.C. Pitchford, Effects of cathode heating in a GDMS system, J. Anal At. Spectrom., 17, (2002) 1398
- 2003 Quantification in trace and ultratrace analyses using glow discharge techniques: round robin test on pure copper materials. Journal of Analytical Atomic Spectrometry, Issue 6, 2003 603-611 (spolu s Roland Dorka a Cornel Venzago)
- 2004 Glow discharge mass spectrometry. Analytical and Bioanalytical Chemistry © Springer-Verlag 2004 10.1007/s00216-004-2933-2 (spolu s Volker Hoffmann, Peter K. Robinson a Cornel Venzago)
- 2006 Arne Bengtson, Volker Hoffmann, Martin Kasik, Kim Marshall, Analytical Glow Discharges: Fundamentals, Applications, and New DevelopmentsEncyclopedia of Analytical Chemistry, Online © 2006–2017 John Wiley & Sons, Ltd.
- 2007 Nejistý plamen: Průvodce ropným světem. ISBN 978-80-7363-122-2. (spolu s Václavem Cílkem)
- 2008 Čeká nás drastická změna způsobu života?'(Vesmír 87, 614, 2008/9) 'www.vesmir.cz/autor/dr-martin-kasik
- 2008 Energie a energetická návratnost'(Vesmír 87, 113, 2008/2) 'www.vesmir.cz/autor/dr-martin-kasik
- 2008 Energetické toky v ekosystému'(Vesmír 87, 254, 2008/4) 'www.vesmir.cz/autor/dr-martin-kasik